# Cryptonectes brachyceratus
Cryptonectes brachyceratus is een eenoogkreeftjessoort uit de familie van de Epacteriscidae. De wetenschappelijke naam van de soort is voor het eerst geldig gepubliceerd in 2004 door Fosshagen & Iliffe.